# 마다가스카르틈새얼굴박쥐
마다가스카르틈새얼굴박쥐(Nycteris madagascariensis)는 틈새얼굴박쥐과에 속하는 박쥐의 일종이다. 마다가스카르섬에서 발견된다. 극히 일부의 정보만이 알려져 있다.

## 특징
중간 크기의 박쥐로 전체 몸길이가 115mm이고 전완장이 50mm, 꼬리 길이가 55mm이다. 발 길이는 14mm이고 귀 길이는 28mm이다. 털은 길고 양털처럼 부드럽다. 대체로 연한 회색빛 갈색이고 배 가운데 쪽은 좀더 회색빛을 띤다. 주둥이에는 털이 없다. 귀는 아주 길고 좁으며 끝이 둥글다.

## 생태
먹이는 곤충이다.

## 분포 및 서식지
1910년 마다가스카르 북부의 안카라나 보존 구역 북쪽 이리도강 계곡에서 포획한 두 점의 표본만이 알려져 있다.